# Miljenko Rak
Miljenko Rak je poznati hrvatski stručnjak za kondicijsku pripremu sportaša. 
Radio je kao kondicijski trener hrvatske rukometne reprezentacije te Janice Kostelić. Trenutno je u Dinamu kao kondicijski trener.
Radio je kao trener u AK Slavonija iz Osijeka i bio jedan od najboljih trenera tadašnje države. Trenirao je Slobodanku Čolović, Sinišu Ergotića, Novicu Čanovića, Lahora Marinovića i niz mladih atletičara.
Poznat je po svojoj atletičarskoj karijeri, njegov najbolji rezultat u skoku u dalj je 7,99 m.

Na V. Mediteranskim Igrama 1967. je osvojio Zlato sa skokom od 7,53 m.

Četiri godine kasnije, na VI. Mediteranskim Igrama 1971., osvojio je srebro sa skokom od 7,78m, a na  VIII. Mediteranskim Igrama 1979. u Splitu je osvojio broncu sa skokom od 7,62 m.
Kondicijskim treningom u nogometu se počeo baviti u zagrebačkom Dinamu.

Pridružio se Slaven Biliću za vrijeme treniranja hrvatske nogometne reprezentacije. Nakon toga je ostao u Slavenovom timu i pratio ga u Lokomotiv Moskvi, Bešiktašu i u West Ham Unitedu.